# Les 33 (film)
Pour plus de détails, voir Fiche technique et Distribution.
Les 33 est un film dramatique américano-chilien réalisé par Patricia Riggen, sorti en 2015.

## Synopsis
Le 5 août 2010, 33 mineurs se retrouvent pris au piège dans la mine de San José au Chili.
Scénario relatant des faits réels.

## Fiche technique
- Titre original anglais : The 33
- Titre original espagnol : Los 33
- Réalisation : Patricia Riggen
- Scénario : Mikko Alanne et Jose Rivera, d'après un sujet de Michael John Bell et Craig Borten
- Direction artistique : Franco-Giacomo Carbone (en)
- Décors : Hector H. Rivera
- Costumes : Paco Delgado
- Montage : Michael Tronick
- Musique : James Horner
- Photographie : Checco Varese
- Production : Robert Katz, Edward McGurn et Mike Medavoy
- Sociétés de production : Half Circle et Phoenix Pictures
- Sociétés de distribution : 20th Century Fox de Chile (Chili), Alcon Entertainment (États-Unis)
- Pays de production :  Chili,  États-Unis
- Langues originales : espagnol, anglais
- Format : couleur - 2,35:1 - son Dolby numérique
- Genre : Film dramatique
- Dates de sortie[1] :
  - Chili : 6 août 2015
  - États-Unis : 13 novembre 2015
  - France : 2 mars 2016

## Distribution
- Antonio Banderas (VQ : Manuel Tadros) : Mario Sepúlveda

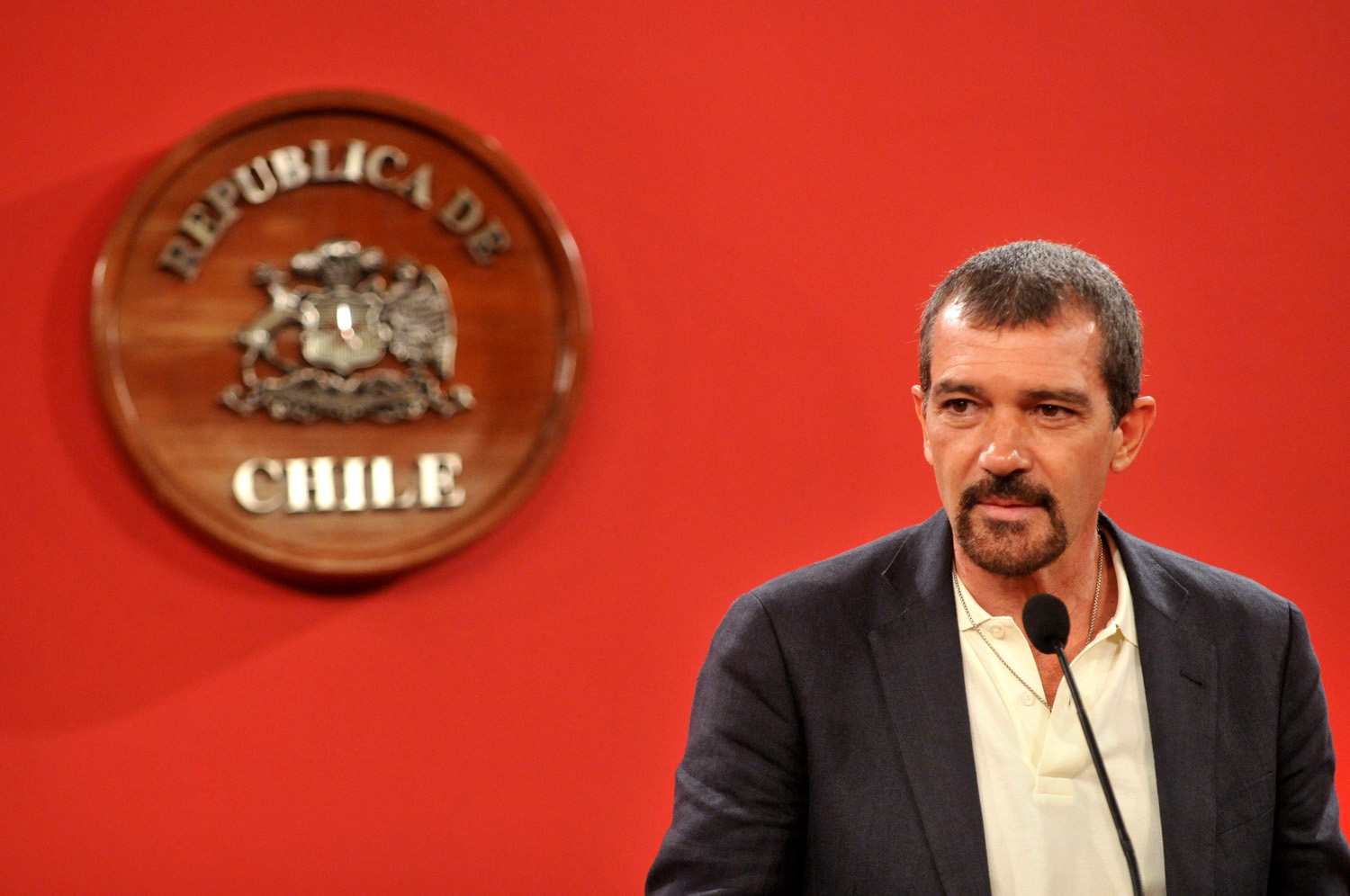
L'acteur principal Antonio Banderas pour la promotion du film, en janvier 2014.

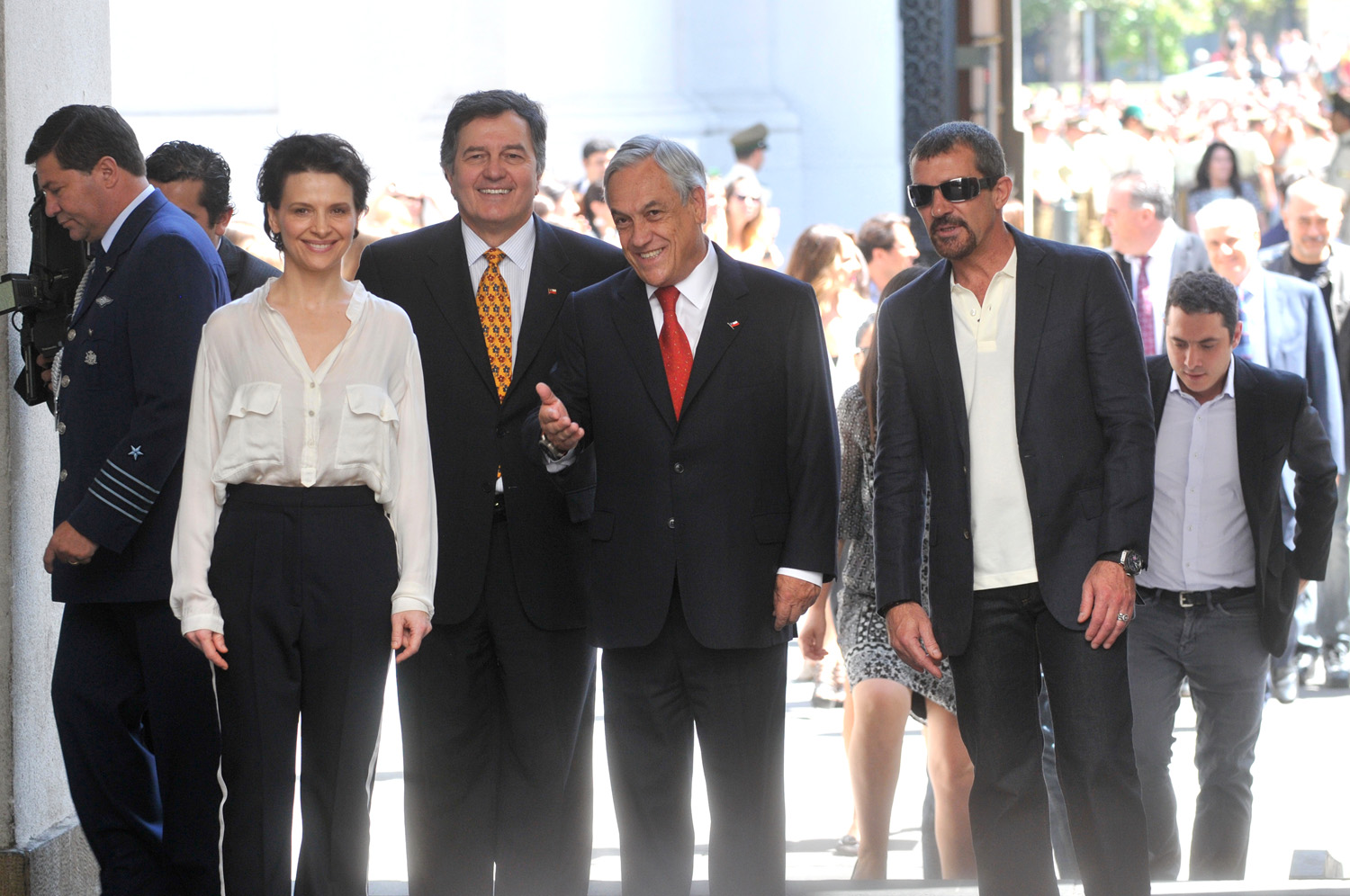
L'actrice Juliette Binoche, également en promotion avec Antonio Banderas, avec le président du Chili de l'époque, Sebastián Piñera, au palais de La Moneda.

- Rodrigo Santoro (VQ : Nicolas Charbonneaux-Collombet) : Laurence Golborne, ministre des Mines du Chili
- Gabriel Byrne (VF : Gabriel Le Doze ; VQ : Jean-Luc Montminy) : André Sougarret (es), ingénieur minier
- Juliette Binoche (VF : Danièle Douet ; VQ : Nathalie Coupal) : María Segovia
- James Brolin (VQ : Éric Gaudry) : Jeff Hart
- Lou Diamond Phillips (VF : Marc Saez ; VQ : Antoine Durand) : Luis Urzua
- Mario Casas (VQ : Alexandre Fortin) : Álex Vega
- Jacob Vargas (VQ : Jean-François Beaupré) : Edison Peña
- Juan Pablo Raba (en) (VQ : Patrick Chouinard) : Darío Segovia
- Oscar Nuñez (VQ : Martin Desgagné) : Yonni Barrios
- Marco Treviño (es) (VQ : Marc-André Bélanger) : José Henriquez
- Adriana Barraza : Marta Salinas
- Kate del Castillo : Kathy Sepúlveda
- Cote de Pablo : Jessica Vega
- Elizabeth De Razzo : Susana Valenzuela
- Naomi Scott : Escarlette
- Bob Gunton (VQ : Vincent Davy) : le président Sebastián Piñera
- Paulina García : Isabel Pereira
- Alejandro Goic : Franklin Lobos (en)
- Tenoch Huerta Mejía : Carlos Mamani
- Gustavo Angarita (es) : Mario Gómez

 Source et légende : version française (VF) sur RS Doublage

## Accueil

### Accueil critique
Sur l'agrégateur américain Rotten Tomatoes, le film récolte 48 % d'opinions favorables pour 153 critiques. Sur Metacritic, il obtient une note moyenne de 55⁄100 pour 31 critiques.